# 玉木宏の秘境ふれあい紀行
『玉木宏の秘境ふれあい紀行』（たまきひろしのひきょうふれあいきこう）は、BS朝日で2014年10月2日から2015年9月24日まで毎週木曜日23:00 - 23:54に放送された紀行番組である。

## 概要
俳優・玉木宏が全国各地を巡り、その土地の人や歴史や古き良きものにふれ日本の素晴らしさを伝える。毎回、玉木が独断で「こころの秘境」を選び、また、その旅で撮影した写真が番組特製ポストカードとなって視聴者プレゼントされる。

## 出演者
- 玉木宏：ナビゲーター
- 小山茉美：ナレーション

## 放送リスト

### 2014年
|   | 放送日   | 秘境                     | 郵便番号     |
| - | -------- | ------------------------ | ------------ |
| 1 | 10月02日 | 島根県隠岐郡・隠岐の島町 | 〒685 - □□□□ |
| 2 | 10月09日 | 島根県隠岐郡・西ノ島町   | 〒684 - □□□□ |
| 3 | 10月30日 | 鳥取県倉吉市             | 〒682 - □□□□ |
| 4 | 11月06日 | 島根県・奥出雲町         | 〒699 - □□□□ |
| 5 | 11月27日 | 東京都・奥多摩町         | 〒198 - □□□□ |
| 6 | 12月04日 | 東京都・檜原村           | 〒190 - □□□□ |

### 2015年
|    | 放送日   | 秘境                                           | 郵便番号                                       |
| -- | -------- | ---------------------------------------------- | ---------------------------------------------- |
| 7  | 01月08日 | 富士山〜忍野八海                               | 〒401 - □□□□                                   |
| 8  | 01月15日 | 熊本県・五家荘                                 | 〒869 - □□□□                                   |
| 9  | 02月05日 | 茨城県・奥久慈                                 | 〒313 - □□□□                                   |
| 10 | 02月12日 | 筑波山〜石岡・八郷                             | 〒315 - □□□□                                   |
| 11 | 03月05日 | 千葉県・勝浦                                   | 〒299 - □□□□                                   |
| 12 | 03月12日 | 埼玉県・奥秩父                                 | 〒369 - □□□□                                   |
| 13 | 03月26日 | 特別編 玉木宏のルーツを巡る旅 隠岐の島・西ノ島 | 特別編 玉木宏のルーツを巡る旅 隠岐の島・西ノ島 |
| 14 | 04月02日 | 特別編 奥出雲〜倉吉・三朝（みささ）の旅        | 特別編 奥出雲〜倉吉・三朝（みささ）の旅        |
| 15 | 04月09日 | 福島県・裏磐梯                                 | 〒966 - □□□□                                   |
| 16 | 04月16日 | 山形県・山寺〜天童                             | 〒994 - □□□□                                   |
| 17 | 05月07日 | 沖縄県・久米島                                 | 〒901 - □□□□                                   |
| 18 | 05月14日 | 沖縄県・慶良間諸島                             | 〒901 - □□□□                                   |
| 19 | 06月04日 | 鹿児島県・奄美大島                             | 〒894 - □□□□                                   |
| 20 | 06月11日 | 鹿児島県・奄美〜加計呂麻島                     | 〒894 - □□□□                                   |
| 21 | 07月16日 | 徳島県・奥祖谷                                 | 〒778 - □□□□                                   |
| 22 | 07月23日 | 香川県・瀬戸内の島々（男木島・女木島・豊島）   | 〒760 - □□□□                                   |
| 23 | 08月06日 | 奈良県・十津川村〜熊野古道                     | 〒637 - □□□□                                   |
| 24 | 08月13日 | 本州最南端 和歌山県・串本町                    | 〒649 - □□□□                                   |
| 25 | 09月03日 | 特別編 沖縄県・慶良間諸島〜鹿児島県・奄美へ    | 特別編 沖縄県・慶良間諸島〜鹿児島県・奄美へ    |
| 26 | 09月10日 | 福井県・南越前町                               | 〒919 - □□□□                                   |
| 27 | 09月17日 | 京都府・奥丹後〜伊根                           | 〒626 - □□□□                                   |
| 28 | 09月24日 | 特別編 鹿児島県・加計呂麻島〜瀬戸内の島々へ    | 特別編 鹿児島県・加計呂麻島〜瀬戸内の島々へ    |

|  |

## スタッフ
- 構成：田代裕
- 撮影：福田安美、櫻井栄希
- 音声：藤巻和貴
- オフライン：高原淳
- EED：國井哲也、齋藤啓太
- VFX：川田勝一
- CGタイトル：林宏美
- 音効：鈴木路子
- MA：金城正幸
- リサーチ：橋本修平
- メイク：渡部幸也(ELLA)
- スタイリスト：上野健太郎
- 広報：田中久美香、北川真紀
- デスク：小泉真弓、知久恵子
- 技術協力：F'S GAME
- 演出補：山本薫理、河野朋恵、高橋佑佳
- ディレクター：宮澤拓郎、松原広直、櫛田建太郎
- 演出･プロデューサー：三浦大輔
- プロデューサー：小髙隆幸
- 協力：アオイコーポレーション
- 制作：BS朝日、ViViA